# Japu-pardo
Japu-pardo (nome científico: Psarocolius angustifrons) é uma espécie de ave da família Icteridae. É encontrada em diversos países da América do Sul, na região Amazônica.